# 浜松市三ヶ日地域自治センター

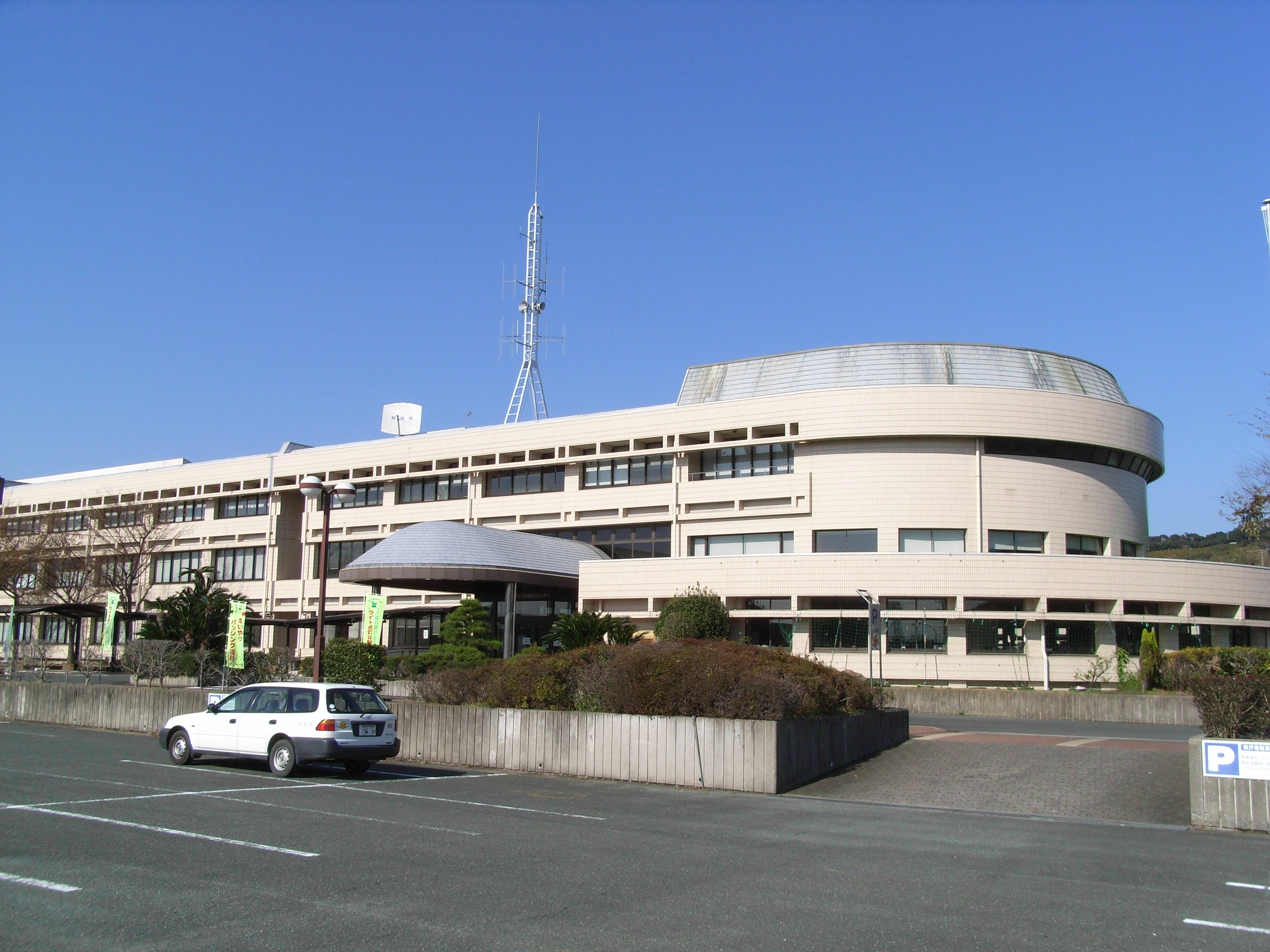
2009年11月

浜松市三ヶ日地域自治センター（はままつしみっかびちいきしちセンター）は、かつて静岡県浜松市北区にあった浜松市北区の三ヶ日地区を管轄する行政機関。
後継の浜松市三ヶ日協働センター（はままつしみっかびきょうどうセンター）は、静岡県浜松市浜名区にある、浜松市浜名区の三ヶ日地区を管轄する行政機関。

## 沿革
- 2005年7月1日 - 浜松市が三ヶ日総合事務所を開設。旧三ケ日町の町役場庁舎を利用。
- 2007年4月1日 - 浜松市の政令指定都市移行に伴い、上記総合事務所が「三ヶ日地域自治センター」に改組。
- 2012年4月1日 - 地域自治区廃止に伴い、三ヶ日協働センターに改組。
- 2013年4月1日 - 三ケ日公民館を統合[1]。
- 2024年1月1日 - 三ヶ日支所に改組。

## 主な組織
- 地域振興課
- 地域生活課

## 交通
- 天竜浜名湖鉄道
- 遠州鉄道バス